# 顔相時
顔 相時（がん そうじ、生年不詳 - 645年）は、中国の唐の儒学者。字は睿。本貫は琅邪郡臨沂県。顔師古の弟にあたる。秦王府十八学士のひとりに挙げられた。

## 経歴
顔思魯の子として生まれた。兄の顔師古とともに学問で知られた。武徳年間、李世民の下で天策府参軍事・文学館学士となった。貞観年間、諫議大夫となり、他の臣下と争論する気風が強かった。礼部侍郎に転じた。相時は病気がちでやせ細っており、李世民がよく医薬を送っていた。兄の顔師古が亡くなると、相時は哀惜してやまず、まもなく世を去った。

## 伝記資料
- 『旧唐書』巻73 列伝第23「顔師古伝」
- 『新唐書』巻198 列伝第123 儒学上「顔師古伝」